# Saint-Denis-de-Brompton
Saint-Denis-de-Brompton är en kommun i provinsen Québec i Kanada. Den ligger i regionen Estrie, i den sydöstra delen av landet, 280 km öster om huvudstaden Ottawa. Antalet invånare var 4 594 vid folkräkningen 2021. Landarean är 70 kvadratkilometer.